# رأس السمية
رأس السمَيّة (بالفرنسية: Ras Esmeia)‏ هو رأس يقع بجنوب شرقي جزيرة جربة التونسية، شمال شرقي رأس تربلة وجنوب مدينة قلالة.
| رأس السمية |